# Тукленч
Тукленч (пол. Tuklęcz) — село в Польщі, у гміні Ритв'яни Сташовського повіту Свентокшиського воєводства.
Населення — 359 осіб (2011).
У 1975—1998 роках село належало до Тарнобжезького воєводства.

## Демографія
Демографічна структура на день 31 березня 2011 року:
|          | Загалом | Допрацездатний вік | Працездатний вік | Постпрацездатний вік |
| -------- | ------- | ------------------ | ---------------- | -------------------- |
| Чоловіки | 175     | 42                 | 105              | 28                   |
| Жінки    | 184     | 41                 | 88               | 55                   |
| Разом    | 359     | 83                 | 193              | 83                   |